# Міжнародний день астрономії
Міжнародний день астрономії — професійне свято людей, чия діяльність безпосередньо пов'язана з астрономією — одною з найдавніших наук на Землі. Святкується двічі на рік:
- Весняний День Астрономії святкується в суботу — в період із середини квітня до середини травня, поблизу або перед 1-ю четвертиною Місяця.
- Осінній День Астрономії святкується в період із середини вересня до середини жовтня[1].

## Історія свята
Це свято було засноване в 1973 році Дугом Бергером (англ. Doug Berger), президентом Астрономічної Асоціації Північної Каліфорнії. Він мав намір встановити телескопи в різних точках міста, щоб містяни мали змогу насолодитися спостереженням неба. Відтоді цей захід розширився і тепер спонсорується великою кількістю організацій, причетних до астрономії. Проте ще з XVIII століття фанати астрономії влаштовували масові покази зоряного неба з метою популяризувати цю науку.